# Veikimorän
En Veikimorän är en typ av morän som finns i norra Sverige, Troms och Finnmark i Norge, samt delar av Kanada. Veikimoränen kännetecknas av att den formar ett kuperat landskap med oregelbundiga moränplatåer som har förhöjda kanter med mellanliggande dammar. Gunnar Hoppe definierade begreppet Veikimorän 1952 och namngav moränformationerna efter orten Veiki, en liten by med två gårdar som ligger cirka 10 kilometer norr om Gällivare och Malmberget.
I finska Lappland finns en moräntyp liknande Veikimoränen fast den är mindre och kallas Puljumorän.
Veikimoränerna i Sverige antas ha bildats i början av Weichselistiden, vilket innebär att det är gamla landformer som till stor del har bevarats genom senare istider i området.